# Skrövån

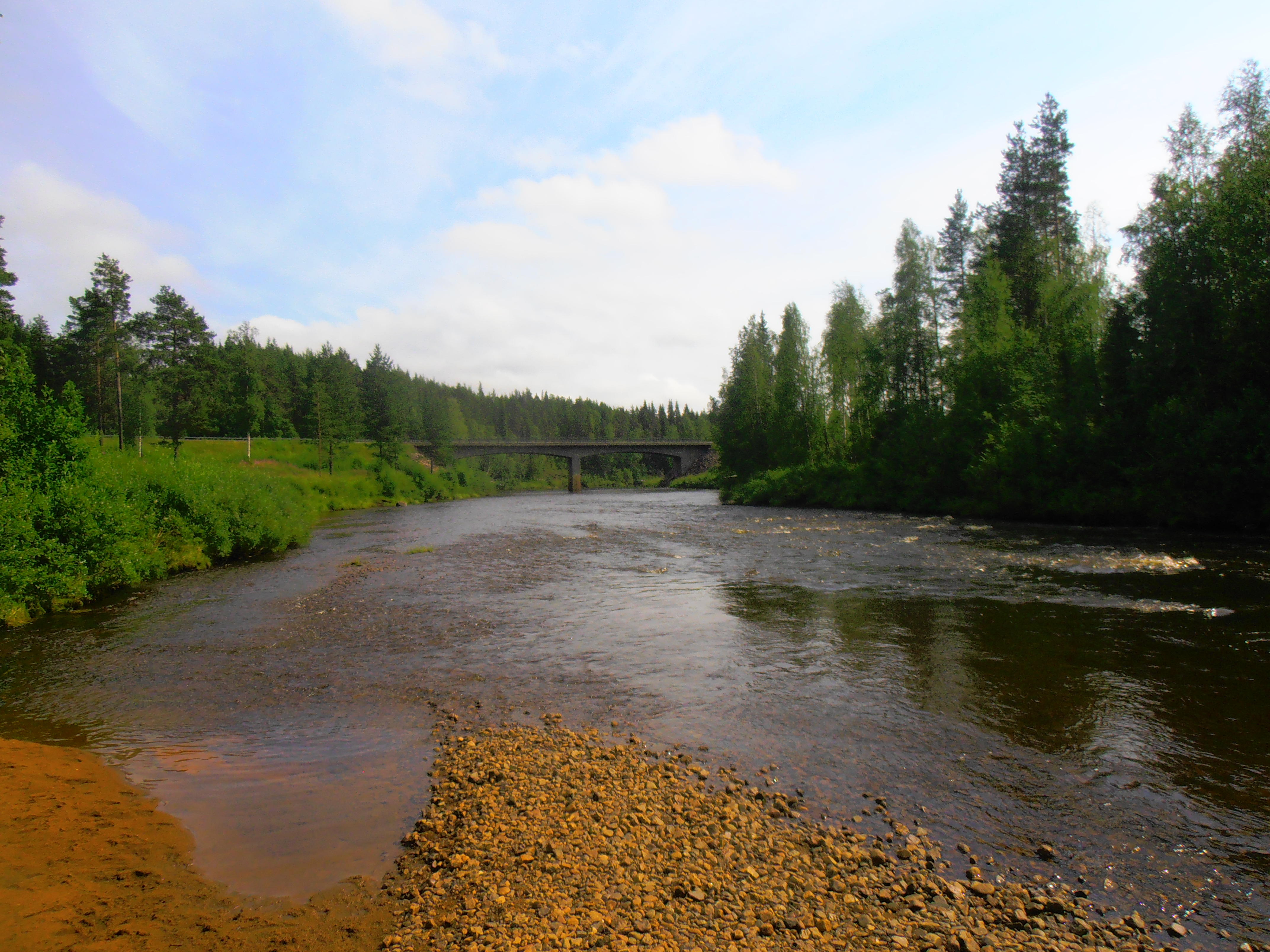
Skrövån

De Skrövån is een rivier in Zweden, die in de buurt van het drop Sadjem ontspringt. De rivier stroomt met veel bochten door de omgeving en volgt ten zuiden van Hakkas de route van de Europese weg 10. De rivier stroomt bij Langjärv het meer Övre Lansjärv in. Het water uit het Övre Lansjärv stroomt via de Langsån, de Ängesån en de Kalixälven naar de Botnische Golf. De Skrövån is ongeveer 50 km lang.
Skrövån → meer Övre Lansjärv → Langsån → Ängesån → Kalixälven → Botnische Golf